# Austra Skujytė
Austra Skujytė (Biržai, 12 agosto 1979) è una multiplista e pesista lituana, primatista mondiale del decathlon con il punteggio di 8358.

## Palmarès
| Anno | Manifestazione    | Sede              | Evento         | Risultato | Misura   | Note                                     |
| ---- | ----------------- | ----------------- | -------------- | --------- | -------- | ---------------------------------------- |
| 1998 | Mondiali juniores | Annecy            | Eptathlon      | 6ª        | 5.606 p. |                                          |
| 1999 | Europei juniores  | Riga              | Eptathlon      | 6ª        | 5.613 p. |                                          |
| 2000 | Europei indoor    | Gand              | Pentathlon     | 10ª       | 4.198 p. |                                          |
| 2000 | Giochi olimpici   | Sydney            | Eptathlon      | 12ª       | 6.034 p. |                                          |
| 2001 | Europei under 23  | Amsterdam         | Eptathlon      | Bronzo    | 6.087 p. |                                          |
| 2001 | Mondiali          | Edmonton          | Eptathlon      | 6ª        | 6.112 p. |                                          |
| 2002 | Europei           | Monaco di Baviera | Eptathlon      | 4ª        | 6.275 p. |                                          |
| 2003 | Mondiali          | Parigi            | Eptathlon      | 10ª       | 6.077 p. |                                          |
| 2004 | Mondiali indoor   | Budapest          | Pentathlon     | Bronzo    | 4.679 p. |                                          |
| 2004 | Olimpiadi         | Atene             | Eptathlon      | Argento   | 6.435 p. |                                          |
| 2005 | Mondiali          | Helsinki          | Eptathlon      | 4ª        | 6.360 p. |                                          |
| 2007 | Europei indoor    | Birmingham        | Pentathlon     | 4ª        | 4.740 p. |                                          |
| 2007 | Mondiali          | Osaka             | Eptathlon      | 6ª        | 6.380 p. | Miglior prestazione personale stagionale |
| 2008 | Mondiali indoor   | Valencia          | Pentathlon     | 5ª        | 4.655 p. |                                          |
| 2008 | Giochi olimpici   | Pechino           | Eptathlon      | dnf       | dnf      |                                          |
| 2009 | Mondiali          | Berlino           | Getto del peso | 16ª (q)   | 17,86 m  | Miglior prestazione personale            |
| 2010 | Mondiali indoor   | Doha              | Getto del peso | 14ª       | 17,55 m  |                                          |
| 2010 | Europei           | Barcellona        | Getto del peso | 10ª       | 17,72 m  | Miglior prestazione personale stagionale |
| 2011 | Europei indoor    | Parigi            | Pentathlon     | Argento   | 4.706 p. |                                          |
| 2011 | Mondiali          | Taegu             | Eptathlon      | 7ª        | 6.297 p. |                                          |
| 2012 | Mondiali indoor   | Istanbul          | Pentathlon     | Bronzo    | 4.802 p. |                                          |
| 2012 | Europei           | Helsinki          | Salto in alto  | 13ª (q)   | 1,87 m   |                                          |
| 2012 | Europei           | Helsinki          | Getto del peso | 11ª       | 16,53 m  |                                          |
| 2012 | Giochi olimpici   | Londra            | Eptathlon      | Bronzo    | 6.599 p. | Miglior prestazione personale            |
| 2016 | Europei           | Amsterdam         | Eptathlon      | 14ª       | 5.245 p. |                                          |
| 2017 | Europei indoor    | Belgrado          | Getto del peso | 9ª (q)    | 17,37 m  | Miglior prestazione personale stagionale |